# Pilori de Paialvo
Le pilori de Paialvo (en portugais : Pelourinho de Paialvo) se trouve dans la freguesia de Paialvo, du concelho de Tomar, dans le district de Santarém, au Portugal.
Il se dresse dans la rue Dr. Aurélio Ribeiro ; il est classé comme Imóvel de Interesse Público depuis 1933.
Le pilori est représenté sur le blason de la freguesia de Paialvo.

## Référence
1. ↑   (en + pt) DGPC, « Notice no 74612 », sur Património Cultural Imóvel.